# Гилмор, Джеймс Стюарт
Джеймс Стюарт «Джим» Гилмор III (англ. James Stuart «Jim» Gilmore III; род. 6 октября 1949, Ричмонд) — американский политик. Он был губернатором Вирджинии с 1998 по 2002 и председателем Республиканского национального комитета с 2001 по 2002 годы.

## Биография
В 1971 году получил степень бакалавра, а в 1977 году — юридическое образование в Университете Вирджинии. Он был генеральным прокурором штата Вирджиния с 1994 по 1998 год. Затем в течение четырёх лет он занимал пост губернатора штата.
26 апреля 2007 года Гилмор официально объявил о своей кандидатуре на президентских выборах в 2008 году. Он позиционировал себя как консервативного политика. Однако Гилмор 14 июля 2007 завершил кампанию из-за отсутствия ресурсов.
С июля 2019 года по январь 2021 года являлся послом США в Организации по безопасности и сотрудничеству в Европе (ОБСЕ).